# Ischnothele annulata
Espèce
Synonymes
- Ischnothele indigens Vellard, 1924
- Ischnothele zorodes Mello-Leitão, 1943
- Ischnothele campestris Schiapelli & Gerschman, 1945
- Ischnothele affinis Schiapelli & Gerschman, 1945
- Ischnothele cranwelli Gerschman & Schiapelli, 1948

Ischnothele annulata est une espèce d'araignées mygalomorphes de la famille des Ischnothelidae.

## Distribution
Cette espèce se rencontre en Bolivie, en Argentine, au Paraguay et au Brésil.

## Description
La femelle holotype mesure 16 mm.
La carapace de la femelle lectotype mesure 6,00 mm de long sur 5,24 mm.

## Publication originale
- Tullgren, 1905 : Aranedia from the Swedish expedition through the Gran Chaco and the Cordilleras. Arkiv för Zoologi, vol. 2, no 19, p. 1-81 (texte intégral).